# Galium watsonii
Galium watsonii är en måreväxtart som först beskrevs av Asa Gray, och fick sitt nu gällande namn av Amos Arthur Heller. Galium watsonii ingår i släktet måror, och familjen måreväxter. Inga underarter finns listade i Catalogue of Life.